# Louis Nègre (homme politique, 1947)
Pour les articles homonymes, voir Nègre (homonymie).
Louis Nègre, né le 8 février 1947 à Nice (Alpes-Maritimes), est un homme politique français. C'est un proche de Christian Estrosi.
Il est maire de Cagnes-sur-Mer, ainsi que premier vice-président de la Métropole Nice Côte d'Azur. De 2008 à 2017, il est sénateur des Alpes-Maritimes.

## Biographie
Il est fait officier de l'ordre de Saint-Charles de Monaco par ordonnance souveraine du 17 novembre 2011.
Il soutient la candidature de François Fillon pour la présidence de l'UMP lors du congrès d'automne 2012.
Il est réélu sénateur des Alpes-Maritimes le 28 septembre 2014, en deuxième position sur la liste UMP de Dominique Estrosi Sassone.
Il soutient Nicolas Sarkozy pour la primaire présidentielle des Républicains de 2016.
Le 1er octobre 2017, il fait partie des treize derniers sénateurs (sur un total de 41) à démissionner pour privilégier leur mandats locaux, en application de la loi du 14 février 2014 sur le non-cumul des mandats en France,. Henri Leroy, en quatrième position sur la liste UMP en 2014, le remplace.

## Mandats
- depuis 1995 : maire de Cagnes-sur-Mer (réélu en 1998, 2001, 2008, 2014 et 2020).
- 1998-2008 : conseiller général du canton de Cagnes-sur-Mer-Centre
- 2002-2008 : 1er vice-président de la Communauté d'agglomération de Nice-Côte d'Azur délégué à l'Aménagement et aux Déplacements
- 2004-2008 : vice-président du Conseil général des Alpes-Maritimes chargé des Déplacements et de l'Aménagement du territoire.
- 2008-2011 : 1er vice-président de la Communauté urbaine Nice Côte d'Azur délégué à la coordination des politiques publiques, l'administration générale, le développement économique et l'emploi.
- 2008-2017 : sénateur des Alpes-Maritimes.
- depuis 2012 : 1er vice-président de la Métropole Nice Côte d'Azur délégué à la coordination des politiques publiques.
- depuis 2014 : Président du Groupement des autorités responsables de transport.

## Décorations
- Officier de la Légion d'honneur Il est fait chevalier le 31 décembre 2004[5], puis est promu officier le 13 juillet 2019[6].
- Officier de l'ordre de Saint-Charles